# Linha Niterói
A Linha Niterói: Niterói ↔ Visconde de Itaboraí é uma linha atualmente desativada de trens urbanos da Central que operava no Leste Metropolitano do Rio de Janeiro. Ligava o Barreto, bairro da Zona Norte de Niterói, ao distrito de Visconde de Itaboraí, no norte do município de Itaboraí, cruzando todo o município de São Gonçalo, de Neves a Guaxindiba.

## Histórico
Inaugurada em 1927, a linha de trens urbanos entre Niterói e Visconde de Itaboraí faz parte da chamada Linha do Litoral, construída a partir de 1874 pela Companhia Ferro-Carril Niteroiense com objetivo de ligar Niterói e a cidade do Rio de Janeiro à cidade de Vitória, concluída após a aquisição em 1887 pela Estrada de Ferro Leopoldina. 
Em 1997 o governo fluminense anunciou a intenção de desenvolver uma parceria público-privada para estender a linha até a Praça Araribóia, localizada no Centro de Niterói, e até Alcântara, em São Gonçalo, no âmbito do Programa Estadual de Transportes. Porém, no ano seguinte este projeto foi descartado em favor do projeto da Linha 3 do metrô. 
Apenas 180 passageiros eram transportados por dia em 2003 por um composição composta por uma locomotiva e dois carros de passageiros. A circulação foi interrompida em dezembro de 2004 após o rompimento de uma tubulação de água que destruiu os trilhos entre Itambi e Visconde de Itaboraí. A circulação foi restabelecida em agosto de 2005 e se manteve até o início de 2007. Desde então o ramal está inativo.

## Estações
| Sigla | Estação                   | Comentários                                           |
| ----- | ------------------------- | ----------------------------------------------------- |
| ---   | Niterói                   | Também conhecida como General Dutra. Extinta em 1973. |
| ---   | Maruí                     |                                                       |
| ---   | Barreto                   |                                                       |
| ---   | Vila Lage                 | Também conhecida como Ligação Maricá.                 |
| ---   | Parada Porto da Madama    |                                                       |
| ---   | Parada São Gonçalo        |                                                       |
| ---   | Parada Rodo               |                                                       |
| ---   | Parada Estrela do Norte   |                                                       |
| ---   | Parada Capim Melado       |                                                       |
| ---   | Parada Pedro de Alcântara |                                                       |
| ---   | Pararda Jardim Catarina   |                                                       |
| ---   | Parada Santa Luzia        |                                                       |
| ---   | Guaxindiba                |                                                       |
| ---   | Parada Itambi             |                                                       |
| ---   | Parada Amaral             |                                                       |
| ---   | Visconde de Itaboraí      |                                                       |

## Projetos
A grande esperança para essa linha é sua substituição pela Linha 3 do Metrô do Rio de Janeiro, partindo em Niterói e prosseguindo até Guaxindiba, futuramente sendo estendida até Itaboraí e à Estação Carioca por túnel embaixo da Baía de Guanabara, o que transformaria a realidade dessa região carente de transporte de massa.

## Ligações Externas
- Site oficial da CENTRAL